# 小島海豬魚
小島海豬魚（學名：Halichoeres insularis）為輻鰭魚綱鱸形目隆頭魚亞目隆頭魚科的其中一種，被IUCN列為易危保育類動物，分布於中東太平洋的雷維拉吉哥多島海域，棲息深度7-10公尺，體長可達7公分，棲息在岩石底質海域，生活習性不明。